# Кјарамонти
Кјарамонти (итал. Chiaramonti) је насеље у Италији у округу Сасари, региону Сардинија.
Према процени из 2011. у насељу је живело 1602 становника. Насеље се налази на надморској висини од 417 м.

## Становништво
| 1936. | 1951. | 1961. | 1971. | 1981. | 1991. | 2001. | 2011. |
| ----- | ----- | ----- | ----- | ----- | ----- | ----- | ----- |
| 2.289 | 2.694 | 2.472 | 2.040 | 1.989 | 1.997 | 1.915 | 1.735 |